# Saint-Martin-des-Champs (Manche)
Saint-Martin-des-Champs és un municipi francès situat al departament de la Manche i a la regió de Normandia. L'any 2007 tenia 2.191 habitants.

## Demografia

### Població
El 2007 la població de fet de Saint-Martin-des-Champs era de 2.191 persones. Hi havia 893 famílies de les quals 193 eren unipersonals (53 homes vivint sols i 140 dones vivint soles), 356 parelles sense fills, 308 parelles amb fills i 36 famílies monoparentals amb fills.
La població ha evolucionat segons el següent gràfic:
Habitants censats

### Habitatges
El 2007 hi havia 967 habitatges, 899 eren l'habitatge principal de la família, 26 eren segones residències i 42 estaven desocupats. 883 eren cases i 80 eren apartaments. Dels 899 habitatges principals, 735 estaven ocupats pels seus propietaris, 146 estaven llogats i ocupats pels llogaters i 18 estaven cedits a títol gratuït; 5 tenien una cambra, 29 en tenien dues, 58 en tenien tres, 184 en tenien quatre i 623 en tenien cinc o més. 761 habitatges disposaven pel capbaix d'una plaça de pàrquing. A 414 habitatges hi havia un automòbil i a 452 n'hi havia dos o més.

### Piràmide de població
La piràmide de població per edats i sexe el 2009 era:
| Homes | Edats   | Dones |
| ----- | ------- | ----- |
| 0     | 95 o +  | 0     |
| 4     | 90 a 94 | 0     |
| 0     | 85 a 89 | 16    |
| 4     | 80 a 84 | 8     |
| 28    | 75 a 79 | 20    |
| 44    | 70 a 74 | 44    |
| 60    | 65 a 69 | 52    |
| 84    | 60 a 64 | 80    |
| 56    | 55 a 59 | 72    |
| 96    | 50 a 54 | 108   |
| 104   | 45 a 49 | 72    |
| 88    | 40 a 44 | 108   |
| 52    | 35 a 39 | 76    |
| 52    | 30 a 34 | 52    |
| 60    | 25 a 29 | 32    |
| 28    | 20 a 24 | 28    |
| 92    | 15 a 19 | 100   |
| 104   | 10 a 14 | 72    |
| 28    | 5 a 9   | 76    |
| 56    | 0 a 4   | 36    |

## Economia
El 2007 la població en edat de treballar era de 1.344 persones, 973 eren actives i 371 eren inactives. De les 973 persones actives 920 estaven ocupades (456 homes i 464 dones) i 53 estaven aturades (29 homes i 24 dones). De les 371 persones inactives 179 estaven jubilades, 126 estaven estudiant i 66 estaven classificades com a «altres inactius».

### Ingressos
El 2009 a Saint-Martin-des-Champs hi havia 916 unitats fiscals que integraven 2.329,5 persones, la mediana anual d'ingressos fiscals per persona era de 21.175 €.

### Activitats econòmiques
Dels 164 establiments que hi havia el 2007, 2 eren d'empreses alimentàries, 5 d'empreses de fabricació d'altres productes industrials, 20 d'empreses de construcció, 57 d'empreses de comerç i reparació d'automòbils, 3 d'empreses de transport, 8 d'empreses d'hostatgeria i restauració, 1 d'una empresa d'informació i comunicació, 5 d'empreses financeres, 5 d'empreses immobiliàries, 14 d'empreses de serveis, 34 d'entitats de l'administració pública i 10 d'empreses classificades com a «altres activitats de serveis».
Dels 34 establiments de servei als particulars que hi havia el 2009, 2 eren oficines bancàries, 1 taller de reparació d'automòbils i de material agrícola, 2 paletes, 2 guixaires pintors, 8 fusteries, 1 lampisteria, 2 electricistes, 1 empresa de construcció, 4 perruqueries, 4 veterinaris, 5 restaurants, 1 agència immobiliària i 1 tintoreria.
Dels 25 establiments comercials que hi havia el 2009, 2 eren hipermercats, 1 un hipermercat, 1 un supermercat, 2 fleques, 1 una peixateria, 5 botigues de roba, 2 botigues d'equipament de la llar, 2 sabateries, 4 botigues de mobles, 1 una botiga de material esportiu, 1 una botiga de material de revestiment de parets i terra, 2 joieries i 1 una joieria.
L'any 2000 a Saint-Martin-des-Champs hi havia 29 explotacions agrícoles que ocupaven un total de 155 hectàrees.

## Equipaments sanitaris i escolars
El 2009 hi havia 1 hospital de tractaments de curta durada, 1 hospital de tractaments de mitja durada (seguiment i rehabilitació), 1 psiquiàtric i 1 farmàcia.
El 2009 hi havia una escola elemental.
Saint-Martin-des-Champs disposava d'un centre de formació no universitària superior de formació sanitària.

## Poblacions més properes
El següent diagrama mostra les poblacions més properes.